# Каза Цанелино (Павија)
Каза Цанелино је насеље у Италији у округу Павија, региону Ломбардија.
Према процени из 2011. у насељу је живело 7 становника. Насеље се налази на надморској висини од 493 м.